# Король Конго (киносериал, 1929)
Эта статья о киносериале 1929 года. О киносериале 1952 года см. Король Конго (киносериал, 1952).
«Король Конго» (англ. King of the Congo) — седьмой сериал, поставленный Натом Левином. Выпущен в 1929 году в немой и звуковой версиях. Фильм был первым звуковым сериалом. Саундтрек к фильму считается утерянным.

## Сюжет
Диана Мартин и агент секретной службы Ларри Трент ищут пропавших родственников Дианы.

## Список серий
1. В неизвестное.
2. Ужас из джунглей.
3. Храм тварей.
4. Огненная горилла.
5. Опасность в темноте.
6. Человек-загадка.
7. Роковой момент.
8. Приговорён к смерти.
9. Отчаянный выбор
10. Справедливые джунгли.